# 63 î.Hr.

## Nașteri
- 23 septembrie: Octavius (Octavianus Augustus), primul împărat roman (d. 14)

## Decese
- dată necunoscută: Mitridates al VI-lea  (n. 134 î.Hr.)